# Hace calor
Hace calor è un singolo del cantante argentino Kaleb Di Masi e del DJ producer argentino Omar Varela, pubblicato il 10 dicembre 2021.

## Tracce
1. Hace calor – 3:21

## Remix
Un remix di Hace calor realizzato in collaborazione con il rapper italiano Sfera Ebbasta e lo spagnolo Rvfv è stato pubblicato il 9 giugno 2022.

### Tracce
1. Hace calor (Remix) – 4:07

## Classifiche

### Classifiche settimanali
| Classifica (2022) | Posizione massima |
| ----------------- | ----------------- |
| Argentina         | 17                |
| Italia            | 5                 |

### Classifiche di fine anno
| Classifica (2022) | Posizione |
| ----------------- | --------- |
| Italia            | 26        |